# 錦織敦史
錦織 敦史（にしごり あつし、1978年9月14日 - ）は、日本の男性アニメーター、キャラクターデザイナー、アニメ監督。鳥取県出身。血液型はB型・おとめ座。

## 来歴
東映アニメーション研究所を経てガイナックスに入社。
『まほろまてぃっく』第1話「紫陽花の咲く庭で」で、自身初の原画を経験した。同作放送の約1年後に製作された『ぷちぷり*ユーシィ』第7話「ニャンと? 魔界はネコばかり」では、作画監督を担当。『この醜くも美しい世界』では、作画方面のみならず第3話「二人の木陰」で絵コンテも行った。『天元突破グレンラガン』ではキャラクターデザインを手がけ、同作品で東京アニメアワード2008個人賞（キャラクターデザイン部門）を受賞している。
2011年の『THE IDOLM@STER』で初監督を果たし、2012年10月には『ニュータイプアニメアワード2012』において、監督賞・キャラクターデザイン賞を受賞した。また、2014年の『THE IDOLM@STER MOVIE 輝きの向こう側へ!』で映画初監督し、2014年10月には『ニュータイプアニメアワード2014』において、監督賞を受賞した。

## 主な参加作品

### テレビアニメ
2001年
- まほろまてぃっく（原画・OP原画）
- 学園戦記ムリョウ（原画）
- フルーツバスケット（原画）
- テニスの王子様（-2005年、原画）

2002年
- まほろまてぃっく〜もっと美しいもの〜（-2003年、作画監督補・原画）
- アベノ橋魔法☆商店街（原画）
- 七人のナナ（原画）
- ぷちぷり*ユーシィ（-2003年、作画監督）

2004年
- 十兵衛ちゃん2（絵コンテ）
- この醜くも美しい世界（絵コンテ・作画監督・原画・OP絵コンテ/演出/原画）

2005年
- これが私のご主人様（OP絵コンテ/演出/作画監督/原画）

2007年
- 天元突破グレンラガン（キャラクターデザイン・作画監督・原画・アイキャッチ・OP絵コンテ）

2008年
- 俗・さよなら絶望先生（第7話OPアニメーションディレクター・第7話Bパート絵コンテ・演出・作画監督・原画）
- 屍姫 赫（OP原画）
- とらドラ!（OP1原画・OP2原画）
- キャシャーン Sins（原画）
- ヤッターマン （-2009年、原画）

2009年
- まほろまてぃっく特別編 ただいま◆おかえり（第二原画・OP絵コンテ/演出/作画監督/原画）
- 青い花（OP原画）

2010年
- パンティ&ストッキングwithガーターベルト（メインキャラクターデザイン・絵コンテ・演出・作画監督・原画・プロット・OP作画監督）

2011年
- THE IDOLM@STER（監督・キャラクターデザイン・シリーズ構成・脚本・作画監督・絵コンテ・演出・原画・OP絵コンテ/演出/作画監督/原画・ED絵コンテ/演出/レイアウト/原画）

2012年
- あの夏で待ってる（第12話演出）
- マギ the labyrinth of magic（OP作画監督/原画）

2013年
- ビビッドレッド・オペレーション（OP演出/作画監督/原画）

2014年
- キルラキル（原画）
- マギ the Kingdom of magic（原画）
- 異能バトルは日常系のなかで（OP原画）

2018年
- ダーリン・イン・ザ・フランキス（監督・シリーズ構成・脚本・絵コンテ・演出・作画監督・原画・OP絵コンテ/演出/原画・ED絵コンテ/演出）

2019年
- 約束のネバーランド（OP演出/絵コンテ/原画）

2022年
- 明日ちゃんのセーラー服（OP原画）
- SPY×FAMILY（ED絵コンテ/演出/原画）

2025年
- New PANTY & STOCKING with GARTERBELT（オリジナルキャラクターデザイン）

### 劇場アニメ
2000年
- ああっ女神さまっ（動画）

2001年
- 千と千尋の神隠し（動画）

2006年
- トップをねらえ2!劇場版（演出・作画監督・原画）

2008年
- 劇場版天元突破グレンラガン 紅蓮篇（作画監督・絵コンテ・アイキャッチ）

2009年
- ヱヴァンゲリヲン新劇場版:破（画コンテ・作画監督補佐）

2012年
- ヱヴァンゲリヲン新劇場版:Q（原画）

2013年
- 魔女っこ姉妹のヨヨとネネ（原画）

2014年
- THE IDOLM@STER MOVIE 輝きの向こう側へ!（監督・キャラクターデザイン・脚本・総作画監督・絵コンテ・演出・作画監督・原画）

2015年
- リトル ウィッチ アカデミア 魔法仕掛けのパレード（作画監督補佐・原画）

2016年
- 同級生（原画）
- 君の名は。（オープニング原画）

2019年
- 空の青さを知る人よ（原画）
- プロメア（原画）

2021年
- シン・エヴァンゲリオン劇場版（総作画監督・キャラクターデザイン・原画・デジタル作画修正）

### OVA
- フリクリ（2000年-2001年、動画）
- まかせてイルか!（2004年、OP、本編原画・EDアニメーション）
- トップをねらえ2!（2004年-2006年、演出・キャラクター作画監督・作画監督補・原画）
- EVANGELION:3.0（-46h）（2023年、キャラクターデザイン・作画監督）

### ゲーム
- テイルズ オブ リバース（2004年、アニメーション原画）
- テイルズ オブ ジ アビス（2005年、OPアニメーション原画）
- アイドルマスター シャイニーフェスタ（2012年、アニメーション監督）
- PROJECT X ZONE（2012年、OPアニメーション原画）

### その他
- かんなぎ（2013年、単行本第8巻ピンナップイラスト）
- アイドルマスターシリーズ コンセプトムービー2021『VOY@GER』（2021年、監督・キャラクターデザイン・絵コンテ・演出・作画監督・原画）

## 画集
- 錦織敦史アニメーションワークス Telegenic!（2015年、一迅社、ISBN 4-7580-1425-6）

## リンク
- 錦織敦史 (@GoLi_PPP) - X（旧Twitter）